# اسیلاتور (تحلیل تکنیکال)
اسیلاتور (به انگلیسی: Oscillator (technical analysis)) یک نماگر فنی در تحلیل تکنیکال است که در طول زمان بالا و پایین یک خط مرکزی و بین ۲ حد بالایی و پایینی نوسان می‌کند. از اسیلاتورها برای تعیین سطوح بیش خرید و بیش فروش استفاده می‌شود.
در تحلیل تکنیکال از اندیکاتورها به عنوان یکی از ابزارهای اصلی تحلیل بازار استفاده می‌شود. اندیکاتورها با توجه به نحوه ساختشان انواع مختلفی دارند. دسته ای از اندیکاتورها دارای حد بالا و حد پایین هستند که معمولاً حد بالا ۱۰۰ و حد پایین آنها ۰ می‌باشد. به دسته از اندیکاتورها اسیلاتور گفته می‌شود.
از بهترین اسیلاتورها می‌توان از اسیلاتور شاخص قدرت نسبی نام برد که بین معامله گران و تحلیل گران بازار، دارای محبوبیت است.

## نحوه خواندن اسیلاتورها
هر اسیلاتور یک خط میانی دارد که عبور از آن به سمت بالا به معنای صعودی بودن روند قیمت و عبور آن از خط میانی به سمت پایین به معنای نزولی بودن روند قیمت می‌باشد.
علاوه بر خطوط میانی هر اسیلاتور ۲ سطح بیش خرید و بیش فروش دارد که بسته به نوع اسیلاتور مقدار آن متفاوت است. عبور قیمت از سطح بیش خرید (سطح بالایی) به معنای تمایل بازار برای پرداخت بهایی بیش قیمت چند وقت اخیر کالا می‌باشد و به منزله سیگنال فروش است و عبور قیمت از سطح بیش فروش (سطح پایینی) به پایینتر به معنای تمایل بازار برای فروش کالا به بهایی کمتر از قیمت چند وقت اخیر می‌باشد و سیگنال خرید است.